# Ted James
Ted James (* 1. Juni 1918 in Sand Coulee, Cascade County, Montana; † 14. Mai 1995 in Great Falls, Cascade County, Montana) war ein US-amerikanischer Politiker. Zwischen 1965 und 1969 war er Vizegouverneur des Bundesstaates Montana.
Über Ted James gibt es kaum verwertbare Quellen. Sicher ist, dass er zumindest zeitweise in Montana lebte und der Republikanischen Partei angehörte. Im Jahr 1963 wurde er an der Seite von Tim M. Babcock zum Vizegouverneur seines Staates gewählt. Dieses Amt bekleidete er zwischen 1964 und 1969. Dabei war er Stellvertreter des Gouverneurs und Vorsitzender des Staatssenats. 1968 kandidierte er erfolglos für das Amt des Gouverneurs. Danach verliert sich seine Spur.